# Lesley Ann Warren

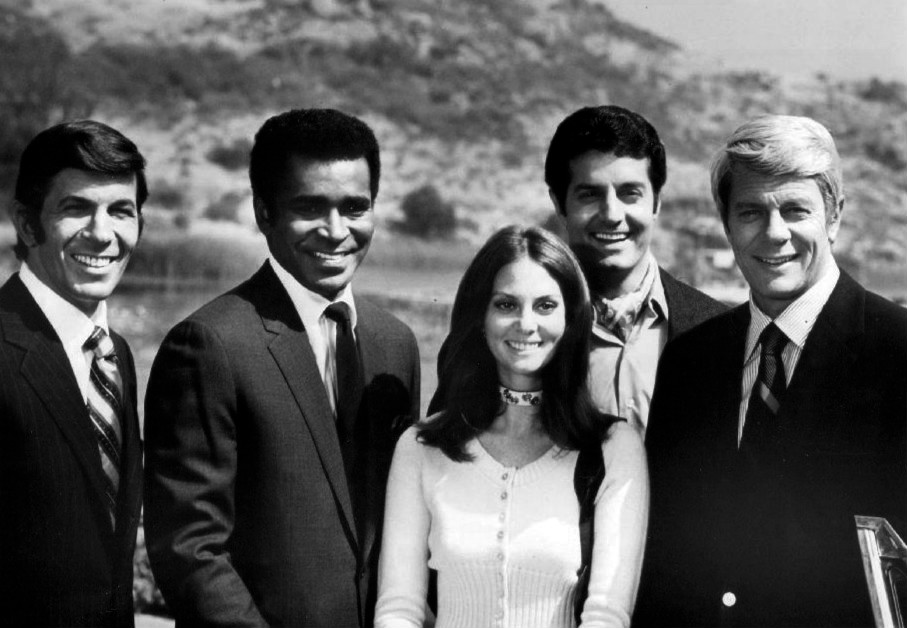
L'elenc de Mission: Impossible en la seva cinquena temporada (1970). D'esquerra a dreta: Leonard Nimoy, Greg Morris, Lesley Ann Warren, Peter Lupus i Peter Greus.

Lesley Ann Warren (Nova York, 16 d'agost de 1946) és una cantant i actriu estatunidenca de produccions musicals de Broadway, cinema i de televisió, guanyadora d'un Globus d'Or i nominada al Premi Oscar.

## Biografia
Lesley Ann Warren és filla de pares descendents de russos (cognom Warrenoff), el seu pare va ser veterà de la Segona Guerra Mundial i la seva mare, una cantant de cabaret, i tots dos es van establir a Nova York treballant en la compravenda d'immoboliari.
Va entrar a l'Actors Studio als 17 anys després d'haver estat ballarina, el 1963 va aparèixer a Broadway interpretant papers secundaris en obres musicals.
Va aparèixer el 1965 en una producció musical per a la televisió interpretant el paper de La Ventafocs sota la direcció de Rodgers i Hammerstein. La seva  participació i aparença la va portar a ser contractada per Walt Disney Pictures. Va aparèixer en pel·lícules com The Happiest Millionaire.
El 1967 va abandonar Disney i va ser contractada per la sèrie de televisió Mission: Impossible, on va reemplaçar l'actriu Barbara Bain, que representava la doctora Dana Lambert. Aquesta va ser la seva actuació més famosa.
No obstant això, Barbara Bain havia creat un personatge amb una personalitat absolutament glacial i calculadora, que no era compatible amb l'intrínsec caràcter dolç i ingenu que projectava Warren malgrat els seus esforços. Amb prou feines va estar un any en la sèrie (entre 1970 i 1971) abans de ser acomiadada.
Més tard va interpretar papers de dona sexy en diverses produccions dels anys setanta allunyant-se gradualment dels escenaris, i apareixent en Víctor, Victòria (el 1982), on va ser nominada com a millor actriu secundària per al premi Oscar de l'Acadèmia i ocasionalment en algunes pel·lícules de tall romàntic com Escull-me i Compositor d'Alan Rudolph el 1984.>

### Vida personal
Va estar casada amb el productor Jon Peters des de 1967 fins a 1974, va tenir un fill actor, Christopher Warren.
El 2000, amb 54 anys es va casar amb un publicista i exexecutiu de Columbia Pictures anomenat Ronald Taft. Viu a Los Angeles.

## Filmografia
Les seves pel·lícules més destacades són:
| Cinema i televisió | Cinema i televisió                                                    | Cinema i televisió       | Cinema i televisió | Cinema i televisió |
| Any                | Títol                                                                 | Rol                      | Notes |                    |
| ------------------ | --------------------------------------------------------------------- | ------------------------ | --- | ------------------ |
| 1962               | The Chapman Report                                                    | filla de Sarah           | sense acreditar |                    |
| 1965               | Cinderella                                                            | Cinderella               | |                    |
| 1966               | Gunsmoke                                                              | Betsy Payson             | 1 episodi |                    |
| 1966               | Dr. Kildare                                                           | Bonda Jo Weaver          | 4 episodis |                    |
| 1967               | The Happiest Millionaire                                              | Cordy                    | |                    |
| 1968               | The One and Only, Genuine, Original Family Band                       | Alice Bower              | |                    |
| 1969               | Seven in Darkness                                                     | Deborah Cabot            | |                    |
| 1970-1971          | Mission: Impossible                                                   | Dana Lambert             | 23 episodis. Nominada al Globus d'Or a la millor actriu secundària                                                                                           |                    |
| 1971               | Love, Hate, Love                                                      | Sheila Blunden           | |                    |
| 1971               | Cat Ballou                                                            | Cat Ballou               | versió en pel·lícula per a televisió |                    |
| 1972               | Assignment: Munich                                                    | Cathy Lange              | |                    |
| 1972               | Pickup on 101                                                         | Nicky                    | |                    |
| 1972               | The Daughters of Joshua Cap                                           | Mae                      | |                    |
| 1973               | The Letters                                                           | Laura Reynolds           | |                    |
| 1973               | Saga of Sonora                                                        | Emmy Lou                 | |                    |
| 1975               | Columbo                                                               | Nadia Donner             | Episodi: A deadly state of mind. |                    |
| 1975               | The Legend of Valentino                                               | Laura Lorraine           | |                    |
| 1976               | Harry i Walter se'n van a Nova York (Harry and Walter Go to New York) | Gloria Fontaine          | |                    |
| 1977               | Harold Robbins' 79 Park Avenue                                        | Marja Fludjicki/Marianne | Globus d'Or a la millor actriu en minisèrie o telefilm |                    |
| 1978               | Betrayal                                                              | Julie Roy                | |                    |
| 1978               | Pearl                                                                 | Dr. Carol Lang           | minisèrie de televisió |                    |
| 1979               | Portrait of a Stripper                                                | Susie Hanson             | |                    |
| 1979               | Muppets Show                                                          | Ella Mateixa             | |                    |
| 1980               | Beulah Land                                                           | Sarah Pennington         | |                    |
| 1981               | Race for the Yankee Zephyr                                            | Sally                    | |                    |
| 1982               | Víctor, Victòria (Victor Victoria)                                    | Norma Cassady            | Nominada a l'oscar a la millor actriu secundària Nominada al Globus d'Or a la millor actriu secundària                                                       |                    |
| 1983               | A Night in Heaven                                                     | Faye Hanlon              | |                    |
| 1984               | Escull-me (Choose Me)                                                 | Eve                      | |                    |
| 1984               | Songwriter                                                            | Gilda                    | Nominada al Globus d'Or a la millor actriu secundària |                    |
| 1984               | Evergreen                                                             |                          | |                    |
| 1985               | Clue                                                                  | Miss Scarlet             | |                    |
| 1986               | Apology                                                               | Lily                     | |                    |
| 1986               | A Fight for Jenny                                                     | Kelsey Wilkes            | |                    |
| 1986               | El Ball de les Princeses                                              | Janetta                  | Tercer episodi de la sisena temporada de la sèrie Faerie Tale Theatre                                                                                        |                    |
| 1987               | Burglar                                                               | Dr. Cynthia Sheldrake    | |                    |
| 1988               | Cop, amb la llei o sense (Cop)                                        | Kathleen McCarthy        | |                    |
| 1988               | Baixa Oklahoma                                                        | Juanita Hutchins         | Premi CableACE a la millor actriu en pel·lícula o minisèrie                                                                                                  |                    |
| 1989               | Worth Winning                                                         | Eleanor Larimore         | |                    |
| 1990               | 27 Wagons Full of Cotton                                              | Flora                    | |                    |
| 1990               | Family of Spies                                                       | Barbara Walker           | Nominada al Globus d'Or a la millor actriu en minisèrie o telefilm Nominada al premi Primetime Emmy a la millor actriu principal en pel·lícules o minisèries |                    |
| 1990               | Lola                                                                  | Lola Baltic              | |                    |
| 1991               | A seduction in Travis County                                          | Melanie Evans            | |                    |
| 1991               | Life Stinks!                                                          | Molly                    | |                    |
| 1992               | In Sickness and in Health                                             | Anita Mattison           | |                    |
| 1992               | Pure Country                                                          | Lula Rogers              | |                    |
| 1993               | A Mother's Revenge                                                    | Carol Sanders            | |                    |
| 1994               | Color of Night                                                        | Sondra                   | |                    |
| 1995               | Bird of Prey                                                          | Carla Carr               | |                    |
| 1995               | Murderous Intent                                                      | Gayle                    | |                    |
| 1997               | Going All the Way                                                     | Nina Casselman           | |                    |
| 1998               | All of It                                                             | Glenda Holbeck           | |                    |
| 1998               | Richie Rich's Christmas Wish                                          | Regina Rich              | |                    |
| 1999               | Love Kills                                                            | Evelyn Heiss             | |                    |
| 1999               | The Limey                                                             | Elaine                   | |                    |
| 1999               | Twin Falls Idaho                                                      | Francine                 | |                    |
| 1999               | Teaching Mrs. Tingle                                                  | Faye Watson              | cameo |                    |
| 2000               | Ropewalk                                                              | Mare de Charlie          | |                    |
| 2000               | Trixie                                                                | Dawn Sloane              | |                    |
| 2001               | Losing Grace                                                          | Mary Reed                | |                    |
| 2001               | El cel no pot esperar (Delivering Milo)                               | Anna                     | |                    |
| 2001               | The Quickie                                                           | Anna                     | |                    |
| 2001               | Wolf Girl                                                             | Dr. Klein                | |                    |
| 2002               | Secretary                                                             | Joan Holloway            | |                    |
| 2003               | Touched by an Angel                                                   | Kelly Cartwright         | Episodi: «As it is in heaven» |                    |
| 2003               | The Practice                                                          | Sylvia Bakey             | Episodis: «Choirboys» i «Special deliveries» |                    |
| 2004               | Less Than Perfect                                                     | Diane Steadman           | Episodi: «Claude's apartment» |                    |
| 2004               | My Tiny Universe                                                      | Vee                      | |                    |
| 2005               | The shore                                                             | Mrs. Becky Harris        | |                    |
| 2005               | Constellation                                                         | Nancy                    | |                    |
| 2005               | When do we eat?                                                       | Peggy Stuckman           | |                    |
| 2005               | Deepwater                                                             | Pam                      | |                    |
| 2002-2005          | Crossing Jordan                                                       | Arlene Lebowski          | Episodis: «Don't look back» i «Locard's exchange» |                    |
| 2006               | Miracle dogs too                                                      | Infermera Bleaker        | |                    |
| 2006               | 10th & Wolf                                                           | Tina                     | |                    |
| 2001-2006          | Will & Grace                                                          | Tina                     | 4 episodis |                    |
| 2008               | The diagnosis                                                         | Linda                    | |                    |
| 2009               | Bound by a secret                                                     | Jane Tetley              | |                    |
| 2010               | Stiffs                                                                | Joy Tramontana           | |                    |
| 2010               | A Little Help                                                         | Joan                     | |                    |
| 2011               | Peep World                                                            | Marilyn Meyerwitz        | |                    |
| 2005-2011          | Desperate Housewives                                                  | Sophie Bremmer           | 7 episodis |                    |
| 2008-2012          | In Plain Sight                                                        | Jinx Shannon             | 28 episodis |                    |
| 2013               | Jobs                                                                  | Clara Jobs               | |                    |